# Taunggyi
Taunggyi (en xan တူၼ်ႈတီး, en birmà တောင်ကြီးမြို့, que vol dir Muntanya Gran nom que agafa de la muntanya Taung-chung, a la rodalia) és una ciutat de Myanmar, capital de l'estat Shan, dins dels límits de l'antic principat de Yawnghwe a la regió de Myelat. Està a 1.430 metres sobre el nivell del mar, al peu de la muntanya Crag (risc) o Taung chung (anomenada la Muntanya Gran, que dona nom a la ciutat). La població és d'uns 160.000 habitants (108.231 el 1983). Bona part de la població són inthes i pa-os, junt amb els xans. Els edificis de govern es troben tots a la ciutat. És quarter general del Comandament Oriental de l'exèrcit birmà. Hi ha una universitat i un col·legi superior. Té un museu etnològic amb elements de totes les ètnies de l'estat shan; al museu hi ha mostres de la cultura xan amb diversos objectes dels antics sawbwas (prínceps). El mercat també concentra la presència de moltes ètnies. Prop de Taunggyi, al Kat-ku, es poden veure centenars de stupes que daten del segle xvi. A la tardor celebra un festival anomenat Tazaungdine Lighting Festival. Els pa-os celebren a més el festival Lu Ping. A 40 km al nord-oest hi ha l'aeroport de Heho.

## Història

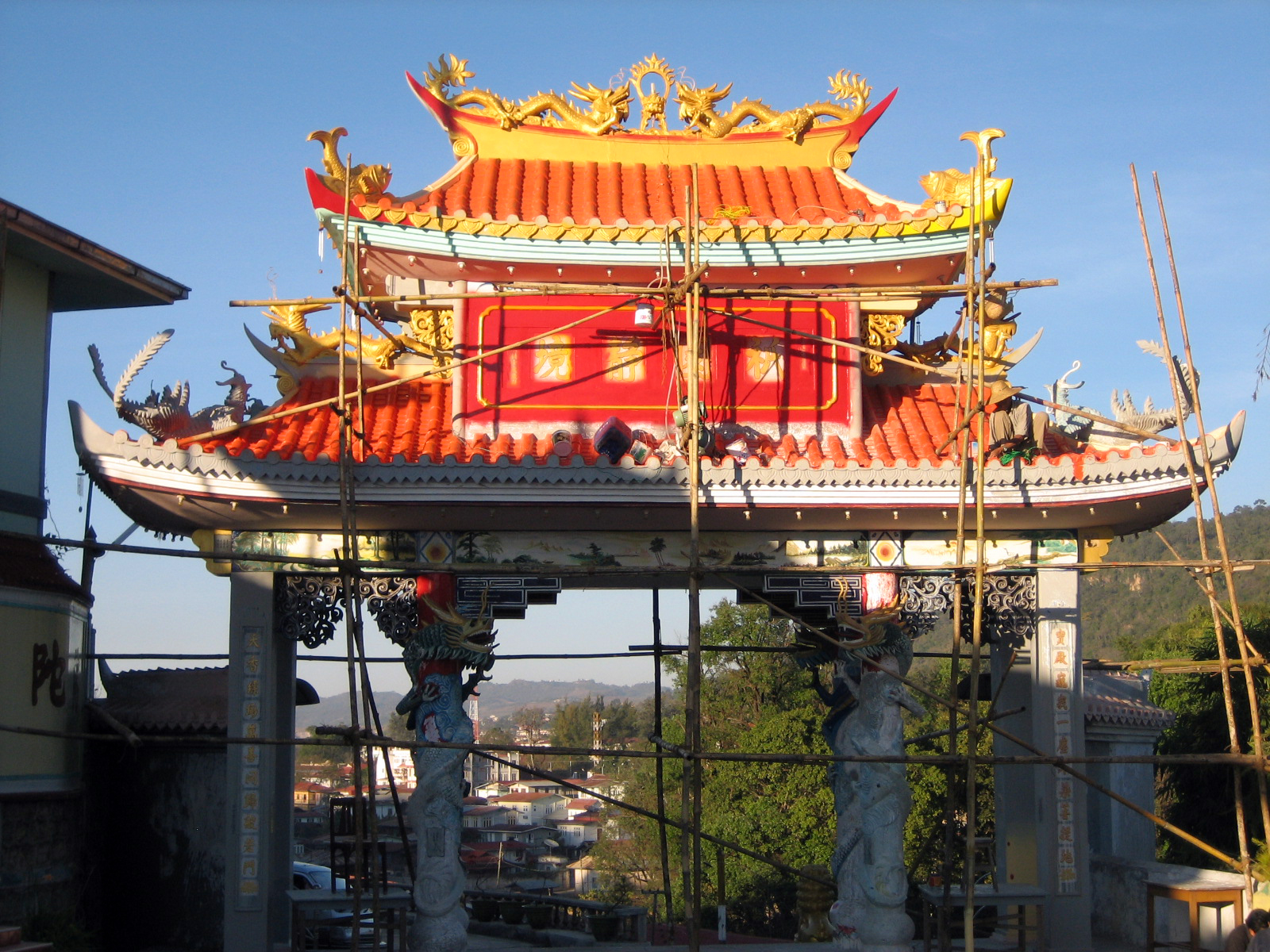
Monestir budista de Guan Yin

Abans de l'arribada dels britànics era només un petit poble poblat pels paós o taunghtus. Els britànics la van convertir en capital de la divisió dels Estats Shan Meridionals. El 1894 els britànics van traslladar la capital dels estats shans des de Maing Thauk (Fort Stedman) a la riba del llac Inle, a Taunggyi que va esdevenir àrea planificada ("notified area").